# Charles-Louis Prinz von Merode
Charles-Louis Francois Marie, Prinz von Merode (* 6. April 1948 in Brüssel, Belgien), ist das Oberhaupt des belgisch-deutsch-französischen Fürstenhauses Merode. Seit 1846 führen die jeweiligen Chefs des Hauses die belgischen Titel Prince de Merode, Prince de Rubempré, Prince de Grimberghe, Marquis de Westerloo.

## Leben
Charles-Louis de Merode, der in Deutschland auch als Carl-Ludwig von Merode auftritt, verwaltet das Schloss Merode im Kreis Düren in Nordrhein-Westfalen und ist in der Forstwirtschaft in Deutschland und Belgien tätig. In Belgien gehören ihm die Schlösser Westerlo und Rixensart. Das Schloss Merode brannte im Jahr 2000 zu 80 % aus und wurde seither wiederhergestellt. 
2013 wurde er zum Honorarkonsul von Belgien für die Städteregion Aachen, Kreis Düren und Euskirchen ernannt. Ferner amtiert er als Präsident der Europäischen Gemeinschaft Historischer Schützen. Er ist Ritter des Orden vom Goldenen Vlies sowie Prior des Ritterordens vom Heiligen Sebastian in Europa.

### Ehe und Familie
Er ist der Sohn von Albert, Fürst von Merode, und Henriette Marie Louise Adrienne de Vogüé.
1974 heiratete er Clotilde Gräfin d’Oultremont, die Tochter von Adrien Graf d’Oultremont und Marie Blanche Gräfin de Chastel de la Howarderie.
Aus dieser Ehe gingen fünf Kinder hervor:
- Albert-Henri, Prinz von Merode (* 8. September 1975) ⚭ Marie-Christine Gräfin von Soden-Fraunhofen[4]

- Felix, Prinz von Merode (* 31. Oktober 1977)
- Charles-Adrien, Prinz von Merode (* 26. August 1981)
- Blanche, Prinzessin von Merode (* 13. April 1984)
- Marguerite, Prinzessin von Merode (* 13. März 1986)